# Église Saint-Martin de Tardinghen
L'église Saint-Martin est située à Tardinghen, dans le département français du Pas-de-Calais.

## Histoire
Elle aurait été construite au XVIe siècle, sur une butte argilo-sableuse abritant un cimetière carolingien datant du VIIIe siècle dans lequel des sépultures furent retrouvées. En 1880, la sacristie a été annexée au bâtiment principal. La cloche a été fondue en 1605.